# 納紐埃特 (紐約州)
納紐埃特（英語：Nanuet）是位於美國紐約州羅克蘭縣的普查規定居民點。

## 人口
根據2020年美國人口普查的數據，納紐埃特的面積為14.09平方千米，當中陸地面積為14.08平方千米，而水域面積為0.01平方千米。當地共有人口18886人，而人口密度為每平方千米1,340.38人。